# Дербина, Анастасия Петровна
Анастасия Петровна Дербина (в девичестве Ципилёва; 21 марта 1911, Смольянка, Кичменгско-Городецкий район — 19 октября 1998, Смольянка, Вологодская область) — русская сказительница, рассказывательница быличек и бывальщин.

## Биография
Родилась 21 марта 1911 года в деревне Смольянка в 33 км от Кичменгского Городка на Вологодчине в семье Ципилёвых Петра Кузьмича и Александры Ильиничны. Была единственной их дочерью и воспитывалась вместе с братьями Пашуткой (1908 года рождения), Папило (1913) и Мишей (1918). Мать Александра Ильинична умерла в возрасте 40 лет, когда Анастасии было 8 лет. Отец Пётр Кузьмич работал кузнецом, а также занимался охотой. После смерти первой супруги у него было ещё три жены; скончался в возрасте 86 лет.
28 января 1933 года Ципилёва вышла замуж за Константина Алексеевича Дербина. В семье было четверо детей: Александра, Валентина, Михаил и Валентина, которая умерла в годовалом возрасте от воспаления лёгких. В годы Великой Отечественной войны муж был направлен на работу в Москву на завод имени Лихачёва, а оставшаяся на селе Дербина работала в колхозе, где считалась одной из лучших, и в одиночку воспитывала детей.

## Творчество
В результате экспедиций Центра традиционной народной культуры Вологодского государственного педагогического университета в 1994—1995 годах и личных поездок собирательницы фольклора Татьяны Валентиновны Гудыменко в 1995—1998 годах от Анастасии Дербиной было записано 19 сказочных сюжетов.
| Сказки о животных (6) | Волшебные сказки (12) | Социально-бытовая сказка (1)      |
| --- | --- | --------------------------------- |
| «Как кошка ездила в Усолье по соль» (или «Звери в яме») «Лисица-мытница» «Как лиса волка обманула» «Как лиса зайца обманула» «Медведь — липовая нога» «Про волка» | «Глебушко и Ягибабашна» «Как Иван солнышко искал» «Сивко-Бурко» «Небыль-небылиця» (или «Про лесного царя») «Девочка-дудочка» «Как сын искал родителей, перехитрил Бабу Ягу» «Как Ягибабашна молодых догоняла» «Морозко» «О трех сыновьях и черте» «О парнёчке-голубочке» «О горошинке» «Снегурка и старичок-коростенечок» | «О кузнеце и золотых дел мастере» |